# Chikushino
Chikushino (筑紫野市 Chikushino-shi?) este un municipiu din Japonia, prefectura Fukuoka.